# 黄花月见草
黄花月见草（学名：Oenothera glazioviana）为柳叶菜科月见草属下的一个种。

## 特征
两年生草本，茎直立，高近1.5米。有糙毛，毛基部红色疱状。叶褶皱，长达15厘米。
花序穗状，花大而华丽，红色的长花萼在花蕾时期即可见，盛开的花具有4片亮黄色花瓣，长约5厘米，后逐渐变为橘色到红色。蒴果长矛形，2－3厘米长。

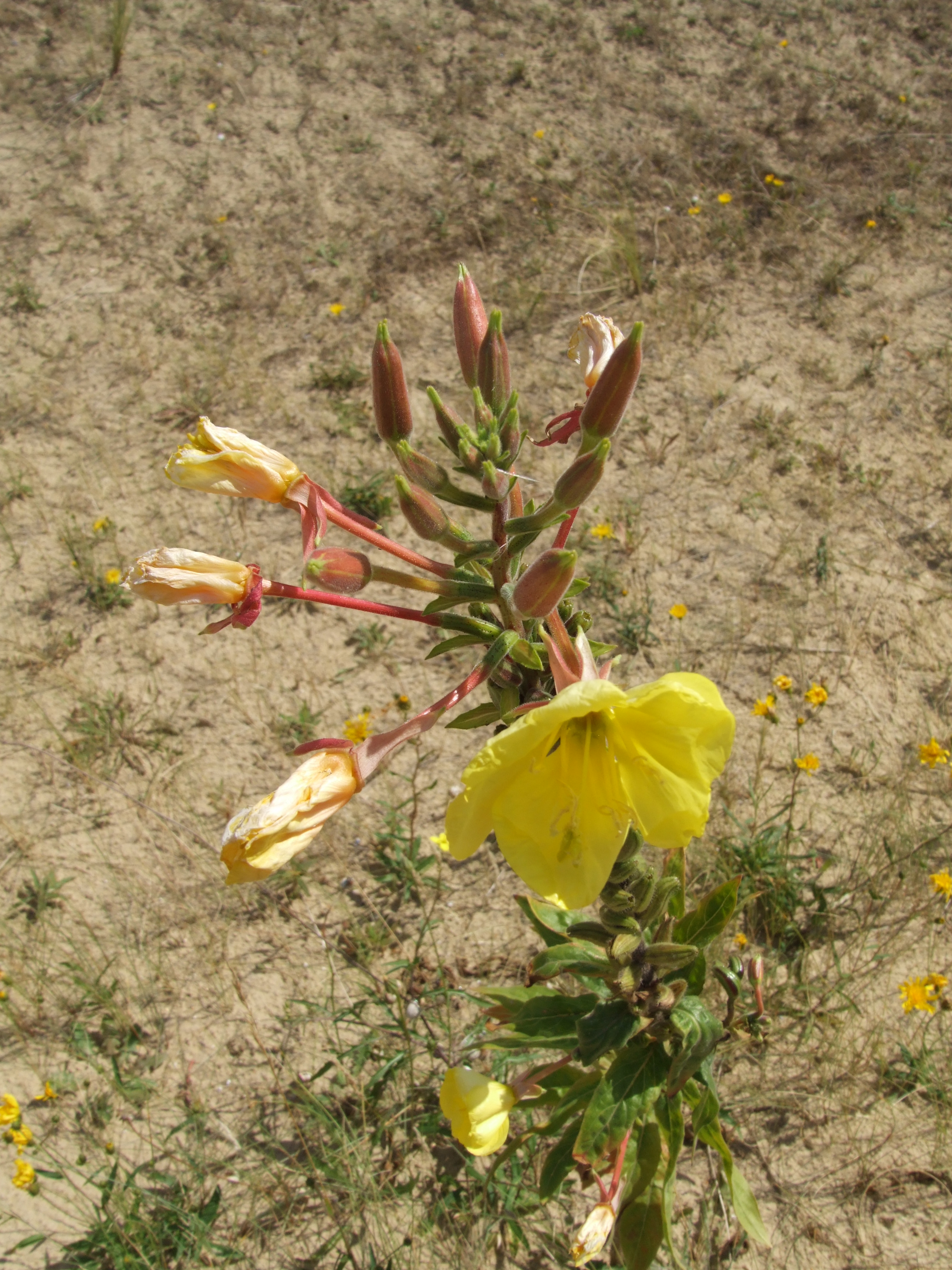
黃花月見草。
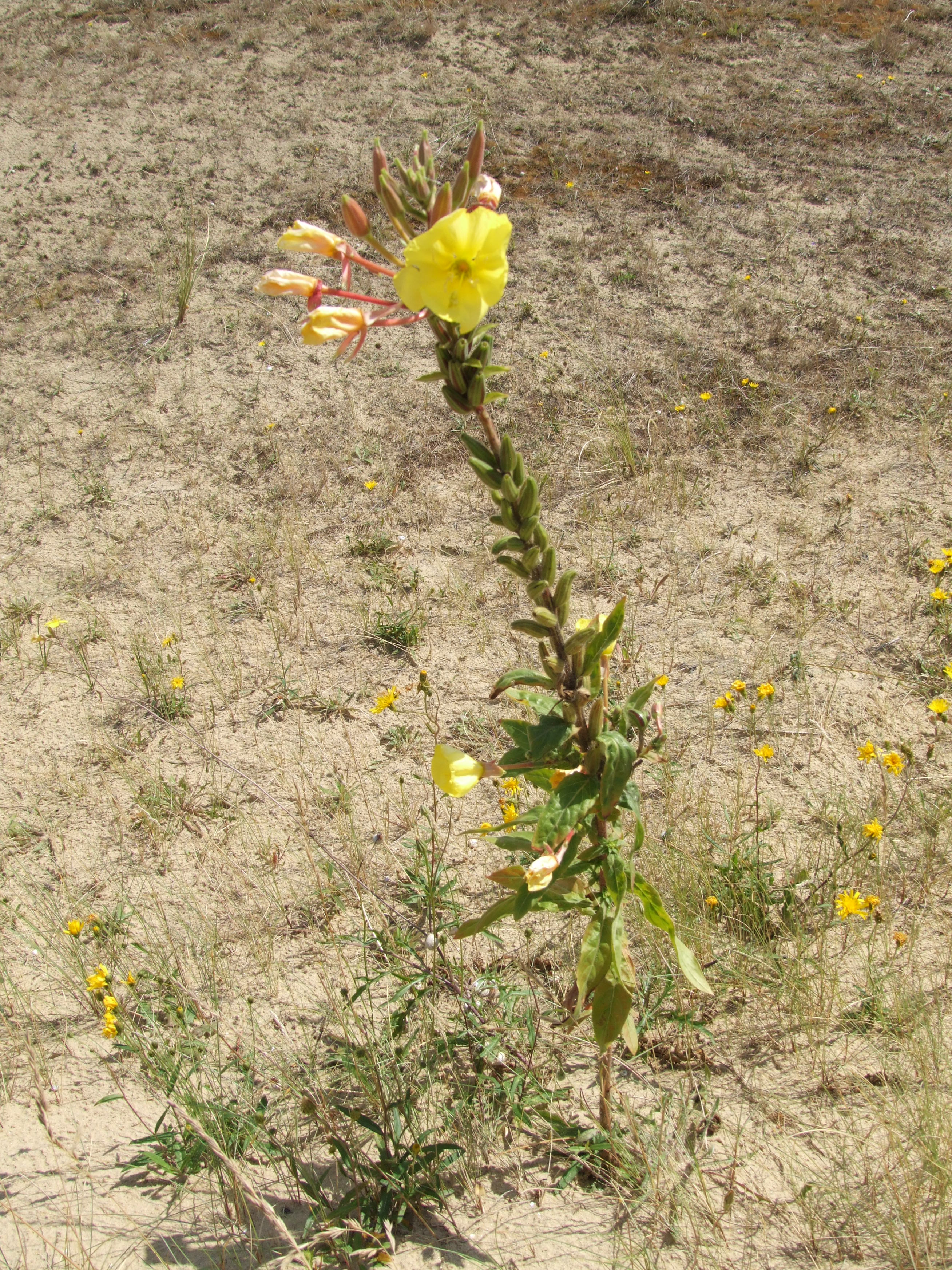
黃花月見草。
- 黃花月見草的花朵綻放時的畫面視頻。